# آرتور براون

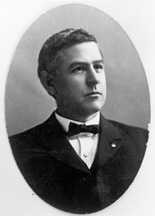
پرتره سناتور آرتور براون

آرتور براون (به انگلیسی: Arthur Brown) سناتور سابق عضو حزب جمهوری‌خواه ایالات متحده آمریکا بود. وی در سال ۱۸۹۶ تا ۱۸۹۷ میلادی سناتور ایالت یوتا در سنای ایالات متحده آمریکا بود.